# 雙樹紀
雙樹紀（英語：Years of the Trees），是英國作家約翰·羅納德·瑞爾·托爾金的史詩式奇幻小說系列中的阿爾達三大時代之一。位於巨燈紀之後，太陽紀之前，是開始為人所知的年代。
兩盞巨燈倒下後，維拉植物女神雅凡娜造了雙聖樹代替兩盞巨燈成為阿爾達的光源。雙聖樹位於阿門洲維拉統治的維林諾上，被命名為泰爾佩瑞安（銀色）和羅瑞林（金色）。但中土大陸依然處於黑暗，唯有星光照耀。
在西爾卡内海的庫維因恩海灣沉睡之精靈甦醒，維拉狩獵之神歐羅米目擊精靈出現，但有很多精靈被米爾寇擄去。
大多數，雖則不是所有。精靈被歐羅米說服去參加偉大旅程，向西前往阿門洲。沿途有些精靈們脫離了隊伍，留在中土大陸，形成辛達族 Sindar和南多精靈 Nandor。而到達阿門洲的三個種族是凡雅族、諾多族和帖勒瑞族。
維拉活捉了米爾寇，將他囚禁在阿門洲。接著米爾寇服完了幾千年的刑期，再度被帶到維拉寶座前，米爾寇卑躬屈膝懇求原諒，維拉悲哀女神妮娜也開口說情，維拉之首曼威接受他的道歉，於是米爾寇被釋放。米爾寇之後在言語和行為上都表現良好，不論是維拉和艾爾達都從他的意見與幫助中大得益處，只要他們開口，他從不拒絕，一段時日之後，他便獲得了往來全地的自由。
他播下了紛爭的種子在精靈之中，挑動諾多至高王芬威兩個兒子費諾和芬國昐从而引起纷争。在大蜘蛛昂哥立安幫助下，他殺死芬威盜取精靈寶鑽，三顆包含雙聖樹之光的宝石，但雙聖樹被米爾寇和昂哥立安破壞。
一名信使自佛密諾斯趕來，說米爾寇殺死了芬威，竊取了精靈寶鑽。費諾聞訊大聲咒詛米爾寇，將他易名魔苟斯，他鼓動族人返回中土大陸，向魔苟斯发起挑战。但是諾多族不懂造船，於是費諾帶軍前往伊瑞西亞島澳闊隆迪港，向關係友好的帖勒瑞族借船，費諾希望帖勒瑞族也加入他們的行列，但帖勒瑞族拒絕，反而勸阻費諾，費諾聞言轉身離去，下令軍隊強行奪船，帖勒瑞族當然反抗不從，紛紛將諾多族精靈推下海去。於是，發生了血戰，因帖勒瑞族的武器不夠好，于是費諾大勝，奪得帖勒瑞族的船只。第一次親族殘殺事件發生了，这是阿爾達既芬威被謀殺後的第二起血案，於是维拉曼督斯詛咒諾多族並向他們關閉了返回阿門洲的路。
費諾的船隊到達多爾露明的專吉斯特狹灣登陸。他下令燒掉白船，遺棄他的兄弟芬國昐大隊於對岸，这是曼督斯的诅咒显现的开端。

### 雙樹紀
為使年表一貫性，依然使用維拉時代的紀年，維拉時代4580年之後，多是已經確定了的紀年。
- 3501年，被視為雙樹紀元年。

- 維拉大地之神奧力等不及伊露維塔的孩子出生，自行創作矮人，當矮人的七個祖先製作完成後，被伊露維塔發現，伊露維塔指明奧力創作超越權限，奧力悔過和懇求，結果伊露維塔收矮人為養子，並在首生的孩子甦醒之後才會醒來。奧力妻子維拉植物女神雅凡娜知道事情後焦慮不安，害怕矮人砍伐樹木，要求伊露維塔保護樹木，結果伊露維塔創作樹之牧者，樹人。

- 4500年，維拉們討論雅凡娜和維拉狩獵之神歐羅米從中土大陸帶回的消息，米爾寇建造安格班，托卡斯要求發動戰爭，但是維拉冥神曼督斯表示時期未到，因為伊露維塔的孩子尚未出生，否決托卡斯的提議。

- 瓦爾妲收集雙聖樹之露水，創作星座。

- 瓦爾妲設置米涅爾瑪卡（即現實的獵戶座）和其它星座於天空上。

- 4550年，瓦爾妲完成星座創作，創作星座維拉科卡（意思為「維拉的鐮刀」，即現實的大熊座，北斗七星），對米爾寇挑戰，維拉科卡成為米爾寇厄運難逃的記號。